# John Halls
John Halls (ur. 14 lutego 1982 w Londynie) – angielski piłkarz, który występował na pozycji obrońcy. Wychowanek Arsenalu. W swojej karierze występował również m.in. w takich klubach jak: Stoke City, Brentford, Reading, Crystal Palace, Aldershot Town, Sheffield United czy Wycombe Wanderers. Były młodzieżowy reprezentant Anglii.